# Ennio Porrino
Pour les articles homonymes, voir Porrino.
Ennio Porrino (Cagliari, 20 janvier 1910 - Rome, 25 septembre 1959) est un compositeur et professeur italien. Parmi ses compositions figurent des œuvres orchestrales, un oratorio, de la musique de films et plusieurs opéras et ballets. Son œuvre la plus connue est le poème symphonique Sardegna, un hommage à sa Sardaigne natale, qui a été créé à Florence en 1933.

## Biographie et carrière
Porrino a étudié la composition avec Cesare Dobici et Giuseppe Mulè (en) obtenant son diplôme en 1932 à l'Académie nationale Sainte-Cécile à Rome. Plus tard, il a étudié avec Ottorino Respighi de 1932 à 1935. Selon Alfredo Casella, Porrino est devenu l'un des disciples de Respighi, défendant un mouvement de musique nationale italienne et opposé ouvertement aux  compositeurs tels que Casella, Dallapiccola, et Malipiero pour leur musique moderniste,. Après la mort de Respighi en 1936, Porrino et la veuve de Respighi Elsa ont terminé son opéra inachevé Lucrezia pour sa première à titre posthume à la Scala en 1937.
De 1936 à 1945, il enseigne au Conservatoire de Rome.
En 1946, il a été nommé vice-bibliothécaire de la Bibliothèque du Conservatoire de San Pietro a Majella de Naples et a commencé le travail de réarrangement de la riche collection inestimable de livres, une tâche à laquelle il a travaillé jusqu'en 1948, quand il a commencé à enseigner la composition dans la même institution. En 1951, il est devenu professeur de composition au Conservatoire de Rome, puis en 1956 directeur du Conservatoire Pierluigi da Palestrina de Cagliari. Il a été membre de l'Académie nationale de Santa Cecilia de Rome et de l'Académie Luigi Cherubini de Florence.
En 1956, il a épousé Malgari Onnis (née en 1935), peintre et décoratrice de théâtre. Elle a conçu la production de la dernière œuvre de Porrino, l'opéra I Shardana, dont la première a eu lieu le 21 mars 1959, six mois avant sa mort. Le couple a eu une fille, Stefania (née en 1957), qui est devenue un directeur de dramaturge et scène,.
Porrino est mort à Rome en 1959 à l'âge de 49 ans.

## Le Concours international de piano Ennio-Porrino
Cagliari, la ville de naissance de Ennio Porrino, est le siège du Concours international de piano dédié à sa mémoire.
Fondé en 1981 par les Amis de la Musique de Cagliari, sous la direction de Sergio Perticaroli
, le concours Porrino prévoyait également au début un concours de  piano, un concours de composition et un concours pour un autre instrument (qui changeait chaque année), tandis que depuis 1996, le concours est réservé au piano. Le Concours Porrino offre chaque année, entre autres, un Prix spécial pour l'exécution des œuvres d'Ennio Porrino.

## Compositions
- 1928 - Attìtidu Lamento funebre dai "Dieci canti in stile sardo"
- 1930 - Preludio per organo in fa maggiore
- 1932 - 1: Bastimento negriero,impressione per violino e pianoforte
- 1934 - Tartarin de Tarascon, Ouverture pour Orchestre
- 1934 - Sardegna, poème symphonique pour orchestre
- 1934 - Canti di stagione, pour voix et orchestre
- 1935 - I canti della schiavitù
- 1935 - 2: Il sogno dello schiavo
- 1935 - 3: Indios-danza, pour violon, violoncelle et piano
- 1936 - Notturno e danza
- 1936 - Canti di stagione, pour voix de soprano ou de ténor et petit orchestre
- 1936 - Concertino per tromba in Sib e pianoforte
- 1936 - Sinfonia per una fiaba, partitura per grande orchestra
- 1937 - La Visione d'Ezechiele, Prélude, Adagio et Choral pour Orchestre
- 1937 - Canzone romanesca, pour chant et piano
- 1938 - Traccas
- 1939 - Tre Canzoni Italiane
- 1940 - Proserpina', Chœur de femmes (à 3 voix)
- 1941 - Monte Circeo, mélodie pour chant et piano
- 1944 - Marcia del volontario
- 1945 - Tre liriche greche pour soprano et orchestre de chambre tirés de I canti dell'esilio. Parte prima
- 1945 - Tre liriche italiane (Prima serie, dal '200 al '400) pour soprano et orchestre de chambre tirés de I canti dell'esilio Parte prima
- 1945 - Tre liriche trobadoriche pour soprano et orchestre de chambre tirés de I canti dell'esilio. Parte prima
- 1947 - Sonata drammatica, pour voix récitante et piano
- 1952 - Nuraghi
- 1953 - Concerto dell'Argentola, pour guitare et orchestre
- 1955 - Notte di Natale e campane di Pasqua, pour chœur a cappella à 3 voix
- 1957 - Nuraghi, 3 danze primitive sarde
- 1958 - Dancing pour piano
- 1959 - La bambola malata
- ???? - In su monte Limbara
- ???? - Tres' arrosas de oru
- ???? - Notturno, Sonata drammatica in re min, op 35
- ???? - Preludio, adagio e corale

### Opéras
- 1937 - Lucrezia (opéra d'Ottorino Respighi qu'il a complété à partir des esquisses laissées par le maître, unitamente alla moglie di quest'ultimo)
- 1939 - Gli Orazi, opéra. Livret de C. Guastalla. Création : Milan, 1941.
- 1949 - Il processo di Cristo, oratorio pour soli, chœur, orgue et orchestre
- 1949 - Mondo Tondo, ballet
- 1955 - L'organo di bambù
- 1959 - I Shardana, drame musical en trois actes

### Musiques de film
- Equatore, réalisé par Gino Valori (en) (1939)
- Un fatto di cronaca, réalisé par Piero Ballerini (1944)
- La vita semplice, réalisé par Francesco De Robertis (1945)
- Senza famiglia, réalisé par Giorgio Ferroni (1946)
- Cotone, réalisé par Ubaldo Magnaghi (1947) (documentaire)
- Cet amour éternel (Altura) de Mario Sequi (1949)
- Trieste mia!, réalisé par Mario Costa (1951)
- Nei regni del mare (Dans les royaumes de la mer), (1952)
- Néron et Messaline, réalisé par Primo Zeglio (1953)